# Следствие ведут ЗнаТоКи. Свидетель
«Свидетель» — 9-я часть телевизионного детективного сериала «Следствие ведут ЗнаТоКи» 1973 года.

## Сюжет
Знаменский ведёт дело о хулиганстве. Молодой человек, выпускник архитектурно-строительного института Алексей Дёмин, защищая девушку от пристававшего к ней кладбищенского камнетёса Платонова, получил тяжёлое увечье — лишился зрения, возможно, необратимо. Главный свидетель, инженер ТЭЦ Игорь Сергеевич Власов, случайно оказавшийся поблизости и видевший драку собственными глазами, сначала сам вызвался уличить хулигана, но теперь почему-то не торопится помогать следствию: крайне скупо рассказывает о подробностях увиденного, отговаривается, пытается оправдать Платонова. После нескольких долгих бесед Пал Палыч уверяется, что какая-то тёмная история из прошлого Власова мешает его откровенности.
Неожиданно Власов решает навестить пострадавшего в больнице, а после этого является с повинной. Оказывается, пять лет назад сам он совершил практически такое же деяние: начал приставать к привлекательной девушке на улице, а когда молодой парень вступился за неё — ударил парня оказавшимся в руке разводным ключом; тот упал и не мог подняться. Власов бежал с места происшествия и не знает, чем кончилась та история. Предполагать можно что угодно: парень мог отделаться лёгкими ушибами, но мог пострадать и серьёзно, и в этом случае Власова ждёт суд. Фильм заканчивается сценой, в которой Знаменский по телефону запрашивает картотеку об описанном Власовым происшествии. Результат запроса остаётся неизвестным.

## Литературный оригинал
В отличие от фильма, в книге Ольги и Александра Лавровых результат запроса по Власову становится известен.

Не значилась в сводках драка у Никитских ворот ни с травмой черепа, ни без. Никто не заявлял о подобном происшествии. Потерпевший утёрся и перетерпел свою ссадину без милиции…

## Герои
В фильме основное место занимает работа Знаменского с Власовым. Томин, который в предыдущей серии при задержании преступника получил тяжёлое ранение, выздоравливает и собирается скоро вернуться к работе. Зинаида появляется лишь в сценах посещения выздоравливающего Шурика в больнице и проведения экспертизы, изобличающей Платонова.

## Роли и исполнители

### Главные роли
- Георгий Мартынюк — Знаменский
- Леонид Каневский — Томин
- Эльза Леждей — Кибрит

### В ролях
- Николай Скоробогатов — Иван Федотович Дёмин
- Николай Волков — Игорь Сергеевич Власов
- Всеволод Платов — Платонов
- Владимир Герасимов — Алексей Дёмин (в титрах указан как В. Гаврилов)
- Елена Юргенсон — Рита
- Варвара Сошальская — Тамара Георгиевна, мать Томина
- Нелли Зиновьева — Таня
- Кирилл Глазунов — конвоир
- Валентина Мартынюк — дежурная в тюрьме